# Parafia Wniebowzięcia Najświętszej Maryi Panny w Rychnowie
Parafia Wniebowzięcia Najświętszej Maryi Panny w Rychnowie – parafia rzymskokatolicka znajdująca się w archidiecezji warmińskiej, w dekanacie Olsztynek.